# ピマッコル
ピマッコル（朝鮮語: 피맛골）は、大韓民国ソウル特別市鐘路区にある、鐘路の北に位置する庶民的な繁華街である。

## 概要
李氏朝鮮（朝鮮王朝）時代に、鐘路を通る高官たちの馬を避けて庶民たちが通った道という意味を持つ「避馬」という言葉に由来する。当時身分の低い人々は、馬に乗って鐘路を通る高官と遭遇した際には、通り終わるまで伏せていなければならなかった。このため、この煩わしさを避けたい庶民たちには、一筋奥に入った狭い横町を往来する習慣が生じた。ピマッコルはこの時付けられた名前である。
かつては現在の鐘路区清進洞、鐘路1街から6街までつながったが、今日では鐘路1街の教保文庫裏側から鐘路3街の間に一部が残っており、かろうじてピマッコルの命脈を維持している。今でも焼き魚を提供する食堂を初めとした、各種飲食店、旅館などが密集する鐘路の名物である。
1980年代初めに、都心再開発地域に指定された後、2003年にソウル特別市建築委員会で再開発が許可されたことによって、清進洞166番一帯から建築工事が始まった。2004年1月、工事現場で李氏朝鮮（朝鮮王朝）時代建築物に使われたと思われる、長台石10余点と瓦などの遺物が発見された。